# Erodabilidad del suelo
La erodabilidad del suelo es un índice que indica la vulnerabilidad o susceptibilidad a la erosión y que depende de las propiedades intrínsecas de cada suelo. Cuanto mayor sea la erodabilidad mayor porcentaje de erosión.
Algunos suelos se erosionan con mayor facilidad que otros, aunque la cantidad de lluvia caída, la pendiente, la cobertura vegetal y las prácticas de manejo sean las mismas.
Las propiedades del suelo que influencian en la erodabilidad por el agua son:
- Las que afectan la velocidad de infiltración del agua en el suelo
- Las fuerzas que producen la resistencia del suelo a la dispersión, salpicamiento y fuerzas de transporte por el caudal.